# Técnica psicoanalítica
Tanto Sigmund Freud como psicoanalistas posteriores dejaron una serie de preceptos técnicos a ser tenidos en cuenta en la conducción de un tratamiento psicoanalítico. Freud dedicó varios artículos a la temática, entre los que cabe mencionar El uso de la interpretación de los sueños en el psicoanálisis (1911), Sobre la dinámica de la transferencia (1912), Consejos al médico sobre el tratamiento psicoanalítico (1912), Sobre la iniciación del tratamiento (1913), Recordar, repetir y reelaborar (1914) y Puntualizaciones sobre el amor de transferencia (1915 [1914]). También el sexto de los nueve apartados de Esquema del psicoanálisis (1940 [1938]), obra póstuma que presenta una síntesis de los principales ejes del pensamiento del autor, está consagrado a la técnica psicoanalítica. Por su parte, el primero de los seminarios dictados por Jacques Lacan lleva el nombre de Los escritos técnicos de Freud (1953-1954).

## El pacto entre paciente y analista
En Esquema del psicoanálisis, Freud sostiene que el yo, vasallo de la realidad objetiva, del ello y del superyó, ha de rendir tributo a sus tres señores y simultáneamente conservar su autonomía y su organización. Los estados patológicos podrían explicarse mediante el expediente de que en tales casos el yo quedaría parcial o totalmente debilitado e incapacitado para asumir sus obligaciones. Sojuzgar los requerimientos pulsionales que el ello busca imponerle probablemente sea la más espinosa tarea que la instancia yoica ha de acometer y a ella destina importantes montos de energía empleados para el sostenimiento de las contrainvestiduras. Por otro lado, existe también la posibilidad de que sea el superyó el que se ha tornado intolerablemente demandante, al punto que no le resten fuerzas al yo para cumplir con otros quehaceres. El ello y el superyó suelen aliarse en perjuicio de su súbdito, que, para evitar desorganizarse, debe intentar no desasirse del mundo exterior, vínculo este último que puede aparecer afectado o incluso suprimido cuando aquellos dos cobran demasiada fuerza. El sueño, temporario estado de carácter psicótico, subsume al yo en las incoherencias de la realidad interior en el momento en el que este concede resignar sus lazos con el exterior.
El abrumado yo requiere auxilio y a él debe coaligarse el analista para, apoyándose tanto el uno como el otro en la realidad objetiva, entre ambos hacer frente a reclamos pulsionales y de la conciencia moral. A cambio de la más absoluta franqueza que ha de ofrecer el paciente, de la promesa de no guardarse para sí nada de lo que la percepción de sí mismo ponga a su disposición, el analista garantiza discreción y se entrega a la labor de interpretar los contenidos que brotan del relato del enfermo: “Nuestro saber debe remediar su no saber, debe devolver al yo del paciente el imperio sobre jurisdicciones perdidas de la vida anímica.” La situación analítica consistiría, para Freud, en un pacto de tales características
Freud no deja de advertir, sin embargo, que, para que el yo del enfermo pueda comprometerse a trabajar de consuno con el analista, debe haber retenido cierto ordenamiento interno que le permita no permanecer ajeno a los reclamos que a él le dirija el mundo exterior. Tal requisito no se verificaría en yo psicótico, que el autor considera incapaz de sostener su palabra respecto del pacto celebrado y a veces incluso de concertarlo. El psicótico relegaría al analista y a la ayuda que este le promete a aquella parte de la realidad que ha perdido significatividad para él. Sentencia Freud entonces muy sumariamente que frente a la psicosis “se nos impone la renuncia a ensayar nuestro plan curativo”, de lo que podría extraerse la inferencia de que habría que resignar la intención de emprender con tales individuos todo empeño terapéutico que comparta las características que él ha delineado para el tratamiento de las neurosis.
Curiosamente ―y como si se estuviera adelantando al trabajo que innumerables psicoanalistas después de él desarrollarían con la psicosis―, concluye que tal renuncia bien puede ser definitiva, pero también transitoria y durar solo hasta que se encuentre un método curativo que se adecue a las particularidades de los psicóticos. Para Freud, no muy lejos de ellos se sitúan los neuróticos graves, de quienes llega a decir que las condiciones de la enfermedad y los mecanismos patógenos son muy similares a los de aquellos otros pacientes, si acaso no idénticos. Lo que diferenciaría a unos y a otros sería la mayor resistencia a la desorganización por parte del yo neurótico, el cual, en muchos casos y a pesar de la multiplicidad de sus síntomas, lograría hacer pie en la realidad objetiva, contribuyendo esto quizá a que el individuo esté mejor predispuesto a recibir tratamiento.

## Asociación libre y transferencia
Condición de posibilidad del tratamiento es la estricta obediencia a la regla fundamental del psicoanálisis, que compele al paciente a no dejar por fuera de lo que relate nada de lo que se le vuelva evidente a partir de su observación de sí, incluso si lo juzgare desagradable, sin importancia o sin sentido. La neutralización de la autocrítica permitirá la afluencia de una gran cantidad de material ―sea bajo la forma de simples ocurrencias, o bien como recuerdos y pensamientos― que llevará sobre sí la impronta de lo inconsciente, al punto de en ocasiones constituir propiamente retoños de lo reprimido que habilitarán al analista para reconstruir la fuente de tales vástagos y para ayudar al yo de su paciente a ganar mayor conocimiento acerca de su inconsciente. Para interpretar un sueño exitosamente se vuelven indispensables las asociaciones que el propio soñante establezca entre los elementos del texto del sueño. Tales asociaciones permitirían recuperar los eslabones faltantes para que, partiendo del contenido manifiesto (lo que se recuerda del sueño al despertar), puedan colegirse los pensamientos oníricos latentes, que corresponde al genuino proceso onírico. La interpretación, que recorrería en sentido inverso la tarea del trabajo del sueño —a saber, la operación encargada de trasponer estos pensamientos en aquella figuración manifiesta—, a menudo no es completamente certera.
Por otro lado, el yo del analizado dista mucho de situarse en una posición de pasiva aquiescencia frente a lo que le impone la situación analítica y no siempre entrega el material que le es solicitado. El paciente va mucho más allá de concebir como un simple auxiliador al analista, quien se convierte en una figura propicia para que le sean transferidos sentimientos y reacciones que corresponden en realidad al vínculo que aquel sostenía con alguna persona significativa de su niñez, de la cual se vuelve, pues, una suerte de subrogado. Tal transferencia de sentimientos asume un rol de inestimable importancia: del mismo modo que constituye un recurso indispensable para la labor analítica, manan de ella graves amenazas para el éxito de la misma. Manifiesta una naturaleza ambivalente en tanto supone actitudes positivas y negativas ―es decir, tiernas y hostiles― hacia el analista, que regularmente toma para el analizado el papel de la madre o del padre. 
La transferencia positiva es la que más fructífera resulta a los fines del empeño terapéutico, llegando a provocar que el paciente tase en poco el designio de curarse y de desligarse de su sufrimiento para, en lugar de ello, abrazar la aspiración de ganarse el favor del analista, convertirse en objeto de su estima. En tales condiciones, la transferencia fomenta la cooperación del paciente y el pasaje de la endeblez yoica propia del neurótico a una constitución de mayor fortaleza. La simpatía por el analista incluso lo mueve a resignar sus síntomas hasta el punto de aparentar encontrarse en perfecto estado de salud psíquica, pero Freud advierte que “los resultados curativos producidos bajo el imperio de la transferencia positiva están bajo sospecha de ser de naturaleza sugestiva.”

### La transferencia como motor de la cura
Freud sostiene que, en caso de ubicar el paciente al analista en el lugar de alguna de sus figuras parentales, le estaría concediendo al mismo tiempo la autoridad que el superyó hace valer frente al yo, y esto en razón de que el superyó se ha originado a partir de la introyección de los valores de los padres. Tal instancia podría entonces ejercer lo que el autor denomina “una suerte de poseducación del neurótico”. Freud se apresura, sin embargo, a dejar claro que no es legítimo abusar de tal ascendiente sobre el paciente. El analista debe abstenerse de obrar como maestro o de configurar según su propio modelo a quienes a él confían su tratamiento. Ceder a tal tentación supondría traicionar su deber, dado que estaría reeditando una falta de los progenitores, quienes, haciendo uso de su poder en el marco de una relación asimétrica, sofocaron la autonomía de su hijo. Se le impone al analista la necesidad de admitir las particularidades de sus pacientes. La extensión de las inhibiciones en el desarrollo de estos habrán de indicar hasta qué punto será lícito ejercer influencia sobre ellos.
La transferencia comporta otra ventaja para la cura analítica en tanto mueve al paciente a la reescenificación de alguna parte especialmente relevante de su historia de vida, la cual difícilmente podría haber relatado con el suficiente detalle para que uno pudiera formarse una acertada representación de ella prescindiendo de las reacciones transferenciales. En lugar narrar sus vivencias, las actúa frente a los ojos del analista.

### La transferencia como obstáculo
En relación con la transferencia en cuanto obstáculo, cabe señalar que, al ser heredera de la relación paterno-filial, también heredará la ambivalencia que la caracteriza. Así, poco podrá hacerse contra la tendencia de un vínculo transferencial al principio positivo a cambiar de signo súbitamente, tendencia que habitualmente será, también ella, una reedición de algún acontecimiento pretérito. La sumisión a, por ejemplo, la supremacía del padre y los esfuerzos por obtener su aprobación nacerían de un deseo erótico respecto de él. Tales tendencias serán reproducidas en el marco de la relación transferencial y demandarán que se les conceda satisfacción, pero la naturaleza del vínculo entre analista y paciente requerirá que se les responda con una denegación. Semejante desengaño puede brindar la oportunidad para el mencionado cambio de signo y es probable que de igual manera haya sucedido en la niñez del individuo.
El origen sugestivo de la resignación de los síntomas por causa de la transferencia positiva tiene por consecuencia que tales restablecimientos se desvanezcan tan pronto como gane terreno la transferencia negativa. No sólo se echa por tierra la remisión sintomática, sino que también queda cancelada la convicción que el paciente pudo haber desarrollado acerca de la eficacia del método psicoanalítico. El riesgo contenido en tales vicisitudes transferenciales radica en que el enfermo las tome como reacciones cuyas condiciones de causación se ubican en circunstancias objetivas presentes. Corresponde al analista hacerle ver su error, dado que solo así podrá reanudarse la labor que en conjunto habían emprendido. Deberá impedir que devengan demasiado acusados tanto el enamoramiento, derivado de una intensa erotización de la transferencia positiva, como la hostilidad, provocada por la negativización de esta y presta a hacer que el paciente se crea menospreciado y decida abandonar su análisis. Ilustrándolo sobre el verdadero carácter de los fenómenos transferenciales, la resistencia se verá desprovista de uno de sus principales recursos y aquello mismo que prometía amenazas ahora deparará beneficios al tratamiento, por cuanto el paciente, lejos de tener en menos lo que ha experimentado en el vínculo transferencial, lo recordará bien e incluso prestará la más sólida confianza a los esclarecimientos que por esa vía haya ganado. Freud sostiene que no resulta conveniente que, fuera de la situación analítica, el paciente actúe en vez de evocar conscientemente ―lo cual, cabe señalarse, sin embargo, sucede― y que más propicio sería que en su vida cotidiana se condujera con la mayor normalidad de la que fuere capaz, reservando el despliegue de sus actitudes anómalas para cuando se encontrase frente a su analista.

## La ampliación del autoconocimiento del yo
El robustecimiento del yo se conseguiría a partir del ensanche de su autoconocimiento, el cual supone tan solo un primer paso. El mantenerse apartado de ese saber afecta la potencia del yo y revela que este se encuentra oprimido por las exigencias del ello y del superyó. Así, la colaboración del analista en el camino del paciente hacia su restablecimiento comenzaría con una labor intelectual y una incitación a la participación de este en la misma. El material requerido es provisto por lo que el enfermo comunica en el marco de la asociación libre, lo que los fenómenos transferenciales dejan al descubierto sobre él y lo que pueda inferirse a partir de la interpretación de sus sueños y de sus actos fallidos; material que permitirá reconstruir acontecimientos del pasado que han escapado al recuerdo consciente y dar sentido a lo que no parezca muy inteligible entre aquello que actualmente ocurra dentro de sí.
Freud desaconseja precipitarse a hacer al paciente consabedor de lo que uno ha vislumbrado: ceder a ello antes del momento apropiado puede resultar perjudicial y sería conveniente aguardar hasta que el propio individuo se encuentre lo suficientemente cerca de la intelección que uno pretende brindarle, de suerte que solo un paso lo separe de ella. Si se prescindiera de tal recaudo y se lo atosigara con interpretaciones para las que aún no está listo, la arremetida del analista probará ser infructífera, cuando no lisa y llanamente la ocasión de la exteriorización de una resistencia que hasta podría poner al tratamiento en riesgo de interrupción. No pasando por alto los tiempos del paciente con frecuencia se conseguiría, por el contrario, que él ratifique lo que ha escuchado y recupere el recuerdo del suceso que había sucumbido a la represión.

## El vencimiento de las resistencias
La resistencia correspondería a una segunda parte del trabajo analítico. Tal como ya ha sido mencionado, el yo hace uso de las contrainvestiduras para defenderse frente a la posibilidad de irrupción de contenidos procedentes del ello, razón por la cual la entereza de dichas contrainvestiduras resulta indispensable para el normal funcionamiento de la instancia yoica. Cuanto más apremiada se sienta esta, más se afincará en las contrainvestiduras. Ahora bien, semejante inclinación del yo a ponerse a la defensiva se opone tajantemente a los intereses del empeño terapéutico. El analista buscará que el yo, respaldado por el apoyo que él le ofrece, se atreva a dar batalla al ello para recuperar aquellas porciones de su organización que hayan claudicado ante el embate de lo inconsciente. La intensidad de las contrainvestiduras del atemorizado yo se hace valer en la situación analítica bajo la forma de resistencias. El yo considera riesgoso al empeño terapéutico, al que ve como un potencial prodigador de sensaciones displacenteras, y entonces se amedrenta frente a él, lo que torna necesario apaciguarlo y animarlo constantemente para evitar que se nos ponga en contra. Con el nombre ―para Freud, no enteramente correcto― de resistencia de la represión se conoce a tal oposición ofrecida por el yo a lo largo del tratamiento. La composición de los bandos que habían quedado formados cuando analista y paciente sellaron el pacto inicial parece aquí haberse alterado: mientras que el yo se alza contra los propósitos de la cura analítica, lo inconsciente acude en nuestra ayuda dado que presenta una intrínseca tendencia a emerger de las sombras para abrirse paso hasta la conciencia; en otras palabras, el yo resiste y el inconsciente insiste. No tendría gran importancia que, tras disolver sus propias resistencias, el yo optase por acoger el requerimiento del ello, reprimido hasta ese momento, o que, en cambio, se inclinara por rehusarse a incorporárselo ―en cuyo caso quedaría aquel definitivamente rechazado―, pues tanto en un desenlace como en el otro se cancelaría la amenaza, se ensancharía el yo y se volvería superfluo, de allí en más, el oneroso gasto de energía que demandaba el sostenimiento de las contrainvestiduras.
La tarea que más tiempo y dedicación consume es precisamente el vencimiento de las resistencias, pero recibirá su recompensa dado que habrá de originar una provechosa alteración del yo, que no se resignará sea uno u otro el desenlace de la transferencia y se afianzará en la vida del paciente. A su vez, se elimina otra alteración del yo ―la que había sobrevenido por injerencia de lo inconsciente―, lo cual se consigue indicándole al yo la extranjería de los retoños de lo reprimido que en su interior brotan y alentándolo a rechazarlos. Vuelve Freud entonces sobre el punto de que dicha alteración yoica debe mantenerse dentro de ciertos límites para que pueda celebrarse un pacto con el paciente y conducir exitosamente el tratamiento.
Acompasadas con el progreso de la labor terapéutica y con la profundización de nuestro entendimiento sobre el íntimo acontecer psíquico del neurótico, otras dos formas de resistencia irán saliendo a la luz con creciente robustez. Siendo ambas ignoradas por el paciente, no pudieron entrar en consideración en el momento del pacto; estas resistencias, a diferencia de la resistencia de la represión, ni siquiera parten del yo. Freud las nuclea bajo la rúbrica de necesidad de estar enfermo o de padecer, si bien destaca que no tienen el mismo origen. Llama a una sentimiento de culpa o conciencia de culpa, de la cual, sin embargo, el paciente es todo menos consciente. Ha de buscarse su procedencia en la severidad del superyó, el cual establece que el individuo no es digno de ser librado de sus padecimientos. Aunque el influjo de tal resistencia no afecte el trabajo intelectual, lo tornará estéril en cuanto a resultados concretos en el estado del paciente. Incluso puede admitir que se lo dispense de cierto síntoma siempre que sea inmediatamente relevado por otro o bien hasta por una enfermedad orgánica, y esclarece los casos de remisión o restablecimiento que tienen lugar de manera más bien espontánea en ocasión de desgracias reales: brega por retener alguna forma de sufrimiento, aunque ninguna en particular. Quienes la padecen de manera particularmente acusada se denuncian a través de la indolente resignación con la que acogen sus infortunios. También esta resistencia debe ser llevada a la conciencia para así emprender el trabajoso empeño que requerirá el desmontaje del riguroso superyó.
La otra especie de resistencia es aún menos evidente que el sentimiento de culpa y, sin embargo, se delata con particular nitidez en aquellos neuróticos en los que el afán autoconservatorio parece haberse alterado, de suerte que dan la impresión de tener por propósito perjudicarse a sí mismos. Freud adelanta la hipótesis de que tal vez los suicidas también correspondan a esta clase de personas. Se habrían producido en ellas importantes desmezclas pulsionales, que tuvieron por resultado el desligamiento de buena parte de la pulsión de destrucción, ahora vuelta hacia el propio individuo. Esos pacientes no soportarían alivio alguno que el tratamiento pudiera brindarles y se mostrarían prestos a obstaculizarlo haciendo uso para ello de todos sus recursos.

## El yo neurótico y los factores intervinientes en el desenlace de la cura
El yo neurótico se revelaría incapaz de llevar a buen término las obligaciones impuestas por la sociedad en particular y el mundo exterior en su conjunto. Una considerable porción de sus propias vivencias no se encuentra dentro de sus dominios. Su actividad se ve cercenada por las restricciones superyoicas y sus esfuerzos se dilapidan en interminables luchas contra el ello, cuyas constantes intrusiones menoscaban su organización y lo escinden intestinamente, escisión que fue objeto de su propio artículo por parte de Freud. Está imposibilitado para producir síntesis alguna y se encuentra “desgarrado por aspiraciones que se contrarían unas a otras, por conflictos no tramitados, dudas no resueltas.” Inicialmente este yo es hecho partícipe de una labor interpretativa meramente intelectual, que tiene por fin la supresión de las lagunas mnésicas. 
El analista se procura para sí la potencia del superyó del enfermo y se incita al yo librar batalla frente a cada reclamo pulsional, aniquilando las resistencias, hasta llegar a que lo que había sido reprimido trueque su condición por la de lo preconsciente y sea restituido al yo. Si bien Freud identifica en el afán por curarse e incluso en el interés intelectual por el psicoanálisis factores que contribuyen a la concreción de los propósitos del analista, mejores servicios para ello prestará siempre la transferencia positiva. En sentido contrario se esfuerzan la transferencia negativa, la resistencia de la represión ―es decir, la renuencia del yo a encarar la ardua tarea que se le plantea―, el sentimiento inconsciente de culpa procedente del superyó y la desmezcla pulsional. La mayor o menor seriedad del caso quedará determinada por la fuerza de esos dos últimos poderes. Otros elementos desfavorables son la inercia psíquica o pesantez en el movimiento libidinal, mientras que entre los coadyuvantes se cuentan “la aptitud de la persona para la sublimación pulsional […], […] su capacidad para elevarse sobre la vida pulsional grosera, y el poder relativo de sus funciones intelectuales.” El resultado al que se llegue en el tratamiento estará supeditado a relaciones cuantitativas, es decir, a la magnitud de la energía del paciente que se preste a servir a los objetivos del análisis en comparación con la potencia combinada de cada uno de los factores desventajosos, pero, incluso en la mayoría de los casos en los que no se tiene éxito, logra colegirse, al menos, la razón por la que nos fue deparado el fracaso.